# Sentier du patrimoine de Wan Chai
Le sentier du patrimoine de Wan Chai (灣仔歷史文物徑) est une randonnée touristique mise en place à Hong Kong. Inauguré le 27 septembre 2009, son parcours dure deux heures. Il est créé par le comité spécial des initiatives de revitalisation du vieux Wan Chai établi par le bureau du développement (en) pour promouvoir la culture, l'histoire et le style architectural locaux du district de Wan Chai.
À l'heure actuelle, le sentier comprend 15 sites, dont la maison bleue (en), le bâtiment de l'ancien marché de Wan Chai, la terrasse Nam Koo et le quartier de Starstreet Precinct (en). En 2009, lors du lancement du sentier, neuf de ces propriétés étaient en cours de restauration grâce à des projets organisés par l'autorité de renouvellement urbain et le bureau de développement, pour une finalisation prévue en 2013-2016. Pendant ce temps, les visiteurs pouvaient observer de nombreuses caractéristiques architecturales externes des sites sur ce sentier.

## Liste des sites
Le sentier est divisé en deux parties : le sentier du patrimoine architectural et le sentier du patrimoine culturel.

### Sentier du patrimoine architectural
- Maison verte (en), tong lau (boutiques), aux 1–11, Mallory Street et 4–12 Burrows Street
- Association contre la tuberculose et les maladies du cœur et de la poitrine de Hong Kong, faisant partie de l'hôpital Ruttonjee, 266 Queen's Road East, style architectural Bauhaus
- Marché de Wan Chai, 264 Queen's Road East et Stone Nullah Lane (en), style « paquebot »
- Maison bleue (en), 72-74A Stone Nullah Lane
- Maison jaune, 2–4 Hing Wan Street
- 186–190 Queen's Road East, tong lau
- « The Pawn », 60–66 Johnston Road, tong-lau
- OVOlogue, 66 Johnston Road, tong-lau
- 18 Ship Street, tong-lau
- terrasse Nam Koo, 55 Ship Street
- Starstreet Precinct (en), dont le 31 Wing Fung Street

### Sentier du patrimoine culturel
- Temple Wan Chai Pak Tai (zh), 2 Lung on Street, près de l'extrémité supérieure de Stone Nullah Lane
- Ancien bureau de poste de Wan Chai (en), 221 Queen's Road East
- Marché ouvert de Tai Yuen Street et Cross Street
- Temple de Hung Shing (en), 129–131 Queen's Road East
- Marché ouvert de Gresson Street